# أندريه بيرسون
أندريه بيرسون هو سياسي بولندي، ولد في 14 مايو 1951 في فوتسوافك في بولندا. نشط حزبياً في حزب المنصة المدنية.